# Comuna Ridkodubî, Hmelnîțkîi
Ridkodubî (în ucraineană Рідкодуби) este o comună în raionul Hmelnîțkîi, regiunea Hmelnîțkîi, Ucraina, formată din satele Lapkivți și Ridkodubî (reședința).

## Demografie
Componența lingvistică a comunei Ridkodubî
     Ucraineană (98,28%)
     Rusă (1,72%)
Conform recensământului din 2001, majoritatea populației comunei Ridkodubî era vorbitoare de ucraineană (98,28%), existând în minoritate și vorbitori de rusă (1,72%).